# Patricia Moyes
Patricia Moyes, pseudonimo di Patricia Pakenham-Walsh (Bray, 19 gennaio 1923 – Virgin Gorda, 2 agosto 2000), è stata una scrittrice, drammaturga e sceneggiatrice britannica.

## Biografia
"Penny" Moyes è nata in Irlanda, figlia di Marion ("Molly") Strachan ed Ernest Pakenham-Walsh, un giudice dell'Alta Corte di Madras. Ha studiato alla scuola femminile di Northampton e nel 1939 è entrata a far parte della WAAF (Women's Auxiliary Air Force). Nel 1946 Peter Ustinov l'ha assunta come assistente tecnico nel suo film School for Secrets. È diventata la sua assistente personale per i successivi otto anni. Nel 1960 ha co-scritto la sceneggiatura del film School for Scoundrels con Ian Carmichael, Terry-Thomas e Alastair Sim.
In seguito, come assistente al montaggio per London Vogue, Moyes ha anche tradotto l'opera teatrale di Jean Anouilh del 1940 Léocadia (con il titolo Time Remembered). Presentato nei principali teatri inglesi, nel 1954-1955, il lavoro ha avuto nei ruoli principali Paul Scofield, Margaret Rutherford e Mary Ure. Una successiva produzione a Broadway (1957), con Richard Burton, Helen Hayes e Susan Strasberg, ha ricevuto un Tony Award per la migliore attrice protagonista, e una nomination per il migliore attore protagonista. Il successo di Time Remembered ha permesso a Moyes di lasciare Vogue e iniziare a scrivere gialli.
Dalla stessa pièce teatrale sono stati tratti anche due telefilm omonimi, entrambi nel 1961: uno diretto da Michael Elliott, musica di George Hall, l'altro, diretto da George Schaefer e con musica di Vernon Duke.

### Vita privata e morte
Sposata dapprima con il fotografo John Moyes, ha divorziato e si è risposata con James Haszard; con Haszard ha vissuto a Washington. In seguito è tornata nel Regno Unito ed è morta a 77 anni.

## Opere

### Serie dell'Ispettore Henry Tibbett mysteries
- Dead Men Don't Ski, 1959
- The Sunken Sailor, 1961, titolo USA: Down Among the Dead Men
- Death on the Agenda, 1962
- Murder a la Mode, 1963
- Falling Star, 1964
- Johnny Under Ground, 1965
  - Collaudo mortale, Il Giallo Mondadori n. 1654, Milano, 1980
- Murder Fantastical, 1967
- Death and the Dutch Uncle, 1968
- Who Saw Her Die?, 1970, titolo USA: Many Deadly Returns
- Season of Snows and Sins, 1971
- The Curious Affair of the Third Dog, 1973
- Black Widower, 1975
- To Kill a Coconut, 1977, titolo USA: The Coconut Killings
- Who Is Simon Warwick?, 1978
  - 'Chi è Simon Warwick?, traduzione di Luciana Crepax, Il Giallo Mondadori n. 1604, Milano, 1979
- Angel Death, 1980
- A Six-Letter Word for Death, 1983
- Night Ferry to Death, 1985
- Black Girl, White Girl, 1989
- Twice in a Blue Moon, 1993
- Who Killed Father Christmas? And Other Unseasonable Demises Crippen & Landru,1996; raccolta di novelle

### Letteratura per bambini
- Helter-Skelter, 1968

### Teatro
- Time Remembered 1955, traduzione e adattamento della pièce Léocadia (1940) di Jean Anouilh, musica di Francis Poulenc.

### Altre pubblicazioni
- After All, They're Only Cats 1973
- How to Talk to Your Cat 1978

## Sceneggiature

### Cinema
- 1960: La scuola dei dritti School for Scoundrels, regia di Robert Hamer, e Hal E. Chester;

### Serie televisive
- 1957: ITV Play of the Week, seconda stagione, episodio Time Remembered;
- 1983: Il brivido dell'imprevisto, sesta stagione, episodi A Sad Loss e Hit and Run;